# 等頷裂齒脂鯉
等頷裂齒脂鯉，為輻鰭魚綱脂鯉目脂鯉亞目上口脂鯉科的其中一個種，分布於南美洲巴拉圭河流域，體長可達35公分，棲息在植被生長茂盛的水域，以水生植物為食，生活習性不明。